# Луцій Апусцій Фуллон
Луцій Апусцій Фуллон (лат. Lucius Apustius Fullo; ? — після 215 до н. е.) — політичний, державний та військовий діяч часів Римської республіки, консул 226 року до н. е.

## Життєпис
Походив з плебейського роду Апусціїв. Син Луція Апусція. Про молоді роки мало відомостей. 
Розпочав службу наприкінці Першої Пунічної війни. У 226 році до н. е. його обрано консулом разом з Марком Валерієм Максимом Мессалою. На початку виконання обов'язків магістратів були розкриті та утлумачені Книги Сивіли, згідно яких пророкувалися війни з галлами та греками. Тому Апусцій разом із колегою під час своєї каденції активно готувався до походу проти цизальпійських галлів.
У 215 році до н. е. обіймав посаду легата при префекті флоту Публії Валерії Флакку з флотом у 55 кораблів (за іншими відомостями 50). 
Під час Другої Пунічної війни завданням Луція Апусція Фуллона був захист Апулії від військ Ганнібала. Також він активно протидіяв налагодженню контактів між Філіппом V, царем Македонії, та пунічною армією в Італії. Водночас отримував допомогу від Гієрона II, царя Сіракуз. Про подальшу долю немає відомостей.

## Родина
- Луцій Апусцій Фуллон, претор 196 року до н. е.